# Psammechinus miliaris
Psammechinus miliaris (лат.) — вид морских ежей семейства Parechinidae. Обитает на мелководье в восточной части Атлантического океана и в Северном море.

## Внешний вид

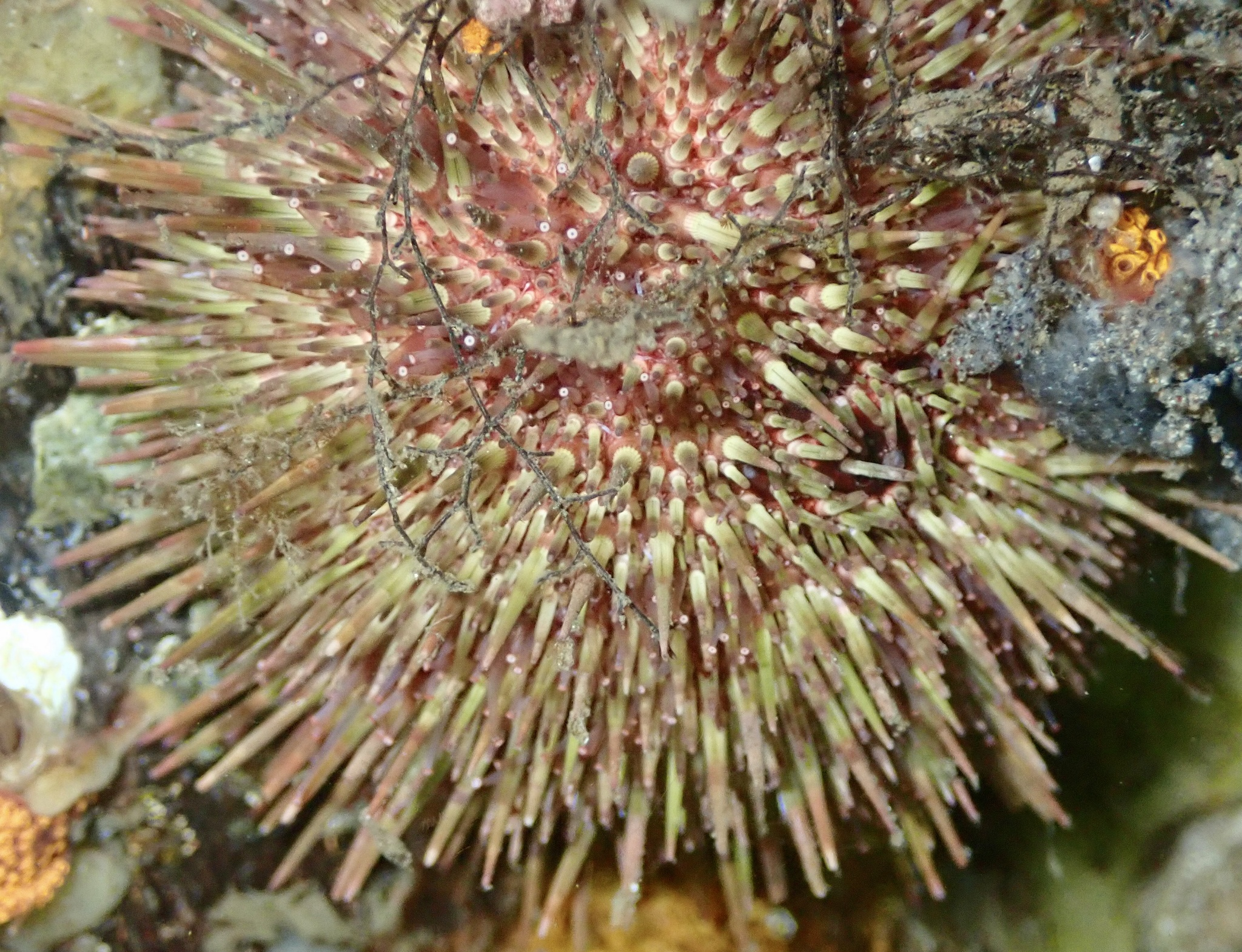
Общий вид Psammechinus miliaris.

Psammechinus miliaris — морской ёж диаметром до 5,75 см. Раковина шаровидная, несколько сплющенная дорсовентрально и до 5 см в диаметре, покрыта короткими, одинаковой длины крепкими шипами. Раковина и шипы мелководных особей пурпурно-коричневые, но особи из более глубокой воды имеют зеленоватую раковину и бледно окрашенные шипы с фиолетовыми кончиками. При этом, если особи переносятся с одного диапазона глубин на другой, они сохраняют свою первоначальную окраску на новом месте. На каждой амбулакральной пластинке есть три пары бугорков, каждый с прикреплённым шипом, центральный из которых является первичным шипом. На вентральной стороне отверстия относительно небольшие, а буккальная мембрана плотно упакована толстыми пластинами с множеством педицеллярий, но без шипов. Шаровидные педицеллярии многочисленные, но мелкие, а трёхзубчатые педицеллярии толстые с широкими лопастями.

## Распространение и местообитание
P. miliaris встречается в восточной части Атлантического океана от Скандинавии на юг до Марокко, но не заходит в Средиземном море. Особенно распространён в Северном море. Это преимущественно прибрежный вид, но его можно встретить от уровня отлива до глубины ста метров. Он часто встречается на или под крупной бурой водоросли Сахарина большая (Saccharina latissima), с которой он делит свой ареал. Встречается в ряде других местообитаний, в том числе под валунами и скалами, среди морских водорослей, на неровной поверхности, такой как устричные банки, в норах в гравийных отложениях и на корневищах морского травянистого растения Взморник морской (Zostera marina) на лугах морской травы. Личинки часто поселяются на искусственных сооружениях, таких как верёвки, вблизи объектов аквакультуры.

## Биология

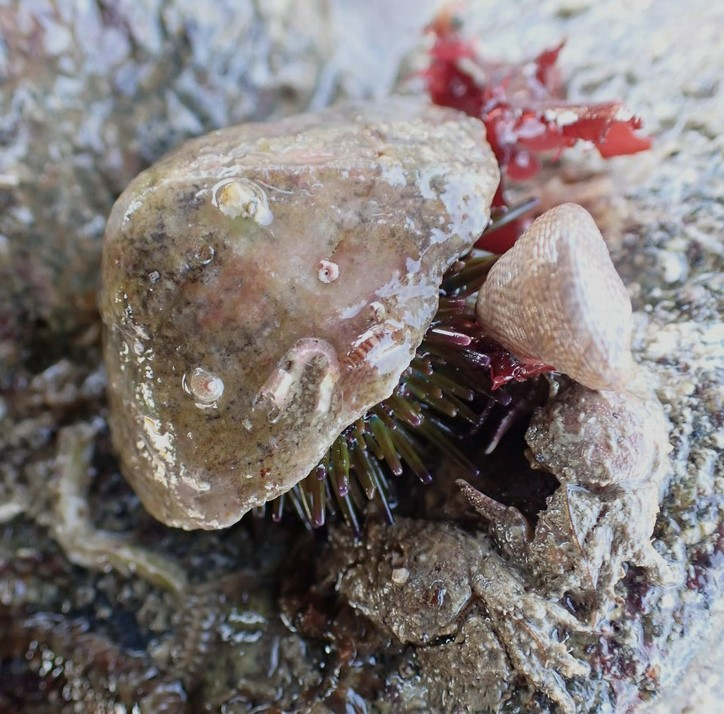
Psammechinus miliaris использует придонный мусор (пустые раковины, водоросли, мелкий гравий) для камуфляжа с целью защиты от хищных рыб. Бретань (Франция).

Животное всеядное и питается морскими червями, гидроидами, мелкими ракообразными, моллюсками, диатомовыми водорослями, морскими водорослями и детритом. Он питается как свежими, так и гниющими водорослями (сахарина большая), но свежие водоросли требуют больше времени для переваривания. Этот морской ёж эффективно удаляет обрастания из садков для лосося и лотков для устриц.
Нерест этого вида происходит весной и в начале лета. Самка выметывает в толщу воды от 80 тысяч до 2,5 миллионов икринок, где они оплодотворяются. Личинки эхиноплутеуса в течение одного-двух месяцев входят в состав зоопланктона, прежде чем оседают на морское дно и проходят метаморфоз.
P. miliaris иногда встречается в больших количествах в подходящих местообитаниях. Так, например, на мелководном лугу взморника морского (Zostera marina) у западного побережья Шотландии были зарегистрированы 182 особи на квадратный метр и 28 особей на квадратный метр на прилегающем илистом отложении. В прибрежных местообитаниях их плотность может достигать 352 особей на квадратный метр. Их выпас и хищничество оказывают значительное влияние на экологию бентоса, и если их экспериментально удалить с территории, наблюдаются значительные изменения в сообществе прикрепляющихся организмов. В одном исследовании было обнаружено, что численность трубчатого червя Pomatoceros triqueter увеличилась, как и численность более эфемерных видов водорослей. В другом исследовании было обнаружено, что один морской ёж может съесть от 8 до 12 морских желудей (Semibalanus balanoides) или 6 съедобных мидий (Mytilus edulis) в день.